# Freddy Antonio de Jesús Bretón Martínez

Wappen von Freddy Antonio de Jesús Bretón Martínez

Freddy Antonio de Jesús Bretón Martínez (* 15. Oktober 1947 in Licey) ist ein dominikanischer Geistlicher und emeritierter römisch-katholischer Erzbischof von Santiago de los Caballeros.

## Leben
Freddy Antonio de Jesús Bretón Martínez empfing am 10. September 1977 die Priesterweihe.
Papst Johannes Paul II. ernannte ihn am 6. August 1998 zum Bischof von Baní. Der Erzbischof von Santo Domingo, Nicolás de Jesús Kardinal López Rodríguez, spendete ihm am 19. September desselben Jahres die Bischofsweihe; Mitkonsekratoren waren François Robert Bacqué, Apostolischer Nuntius in der Dominikanischen Republik, und Juan Antonio Flores Santana, Erzbischof von Santiago de los Caballeros.
Papst Franziskus ernannte ihn am 23. Februar 2015 zum Erzbischof von Santiago de los Caballeros. Die Amtseinführung fand am 18. April desselben Jahres statt.
Papst Franziskus nahm am 7. Oktober 2023 seinen altersbedingten Rücktritt an.

## Wahlspruch
Sein Wahlspruch lautet: Scio cui credidi („Ich weiß, wem ich geglaubt habe“) und entstammt dem 2. Timotheusbrief (2 Tim 1,12 ).